# Daley Blind
Daley Blind, född 9 mars 1990 i Amsterdam, är en nederländsk fotbollsspelare som spelar för Girona. Han spelade 108 landskamper för Nederländernas landslag mellan 2013 och 2024.

## Karriär
Den 17 juli 2018 återvände Blind till Ajax.
Blind var en del av den nederländska truppen i Världsmästerskapet i fotboll 2014. Han startade som vänsterback i den första matchen och spelade fram till Robin van Persies kvitteringsmål. Senare i turneringen gjorde han sitt första landslagsmål i matchen om tredjepris mot Brasilien.
I början av januari 2023 meddelade Bayern München att Blind hade skrivit på ett kontrakt med klubben till slutet av den då pågående Bundesliga-säsongen, för att tillfälligt ersätta den skadade Lucas Hernandez.
Den 7 juli 2023 värvades Blind av La Liga-klubben Girona, där han skrev på ett tvåårskontrakt. I maj 2024 förlängde Blind sitt kontrakt fram till sommaren 2026.

## Hälsa
Den 19 december 2019 avslöjades det att Blind diagnostiserats med hjärtmuskelinflamation och att han därför fått en ICD inopererad.

## Meriter

### Ajax
- Eredivisie: 2010/2011, 2011/2012, 2012/2013, 2013/2014, 2018/2019, 2020/2021, 2021/2022
- KNVB Cup: 2018/2019, 2020/2021
- Johan Cruijff Schaal: 2013, 2019

### Manchester United
- FA-cupen: 2015/2016
- Engelska Ligacupen: 2016/2017
- FA Community Shield: 2016
- UEFA Europa League: 2016/2017

### Individuellt
- AFC Ajax Årets talang: 2007/2008
- Årets spelare i AFC Ajax: 2012/2013
- Årets fotbollsspelare i Nederländerna: 2014
- Årets lag i Eredivisie: 2012/2013, 2013/2014, 2018/2019